# 신도림고등학교
신도림고등학교(新道林高等學校)는 대한민국 서울특별시 구로구 신도림동에 있는 공립 고등학교이다.

## 학교 연혁
- 2008년 12월 31일 : 신도림고등학교 설립인가 (24학급)
- 2009년 3월 1일 : 오세창 초대 교장 취임
- 2009년 3월 2일 : 2009학년도 입학식(신입생 246명)
- 2009년 6월 5일 : 개교식
- 2012년 2월 : 제1회 졸업식(243명)
- 2015년 9월 1일 : 제3대 윤호상 교장 취임
- 2016년 2월 4일 : 2015학년도 졸업식(301명, 총 1,453명)

## 참고 자료
- 신도림고등학교 - 한국교육학술정보원 학교알리미